# Тополь-Э
«Тополь-Э» — российская наземная станция создания помех самолётам дальнего обнаружения и управления Grumman E-2 Hawkeye с бортовыми радиолокационными станциями типа AN/APS-120, -125, -138, -139, -145. Предназначена для использования как в автономном режиме, так и в составе систем ПВО и разведки. 

## ТТХ
- Тип помехи : шумовая
- Мощность помехи до 80 кВт
- Время работы 24 часа
- Количество подавляемых РЛС 1
- При максимальном удалении прикрываемого объекта от РЛС(250км) станция сокращает обзор Grumman E-2 Hawkeye до 80 км